# Palácio do Strozzino
O Palácio do Strozzino (em italiano: Palazzo dello Strozzino) é um palácio de Florença que se encontra na Piazza Strozzi. Demolido parcialmente no século XIX, foi, contudo, realizada ali uma obra importante da arquitectura do início do século XX, o Cinema Odeon, ainda existente.

## História e arquitectura
A maior parte das casas em volta da piazza e no Corso degli Strozzi (actual Via Monalda), nas vizinhanças da Chiesa di Santa Maria degli Ughi, pertenciam à família Strozzi. Depois do monumental Palazzo Strozzi, a residência mais bela da família era o palácio chamado de "Lo Strozzino", mais antigo que o outro, vindo a ser assim chamado para se destinguir daquele, mais famoso, situado em frente, e também por ter servido de residência aos ramos secundários em relação ao de Filippo Strozzi o Velho.
Também foi chamado de Palazzo delle Tre Porte (Palácio das Três Portas) devido aos três portais na fachada principal que ainda se vêem. O terreno pertencia a Palla di Noferi Strozzi e depois do seu exílio, em 1434, foi cedido aos primos Agnolo Strozzi e Carlo Strozzi, filhos de Palla di Novello Strozzi.
Estes mandaram dar início aos trabalhos para a construção do palácio, cerca de 1457, sobre casas mais antigas dos Strozzi e na praceta chamada Marmora. O desenho é atribuído a Filippo Brunelleschi, mas devem ter intervindo aqui maisarquitectos, entre os quais Michelozzo. A este último é atribuída a fachada, pelo menos na sua parte inferior, onde se encontra um rústico colmeado pietra forte irregular. Não deve induzir em erro a saliência inclinada em direcção ao alto, a qual recorda o Palazzo Medici Riccardi, embora fruto das intervenções graduais ao longo dos séculos, a última das quais datada do século XIX. Não é claro o período em que Michelozzo terá trabalhado no palácio, se antes ou depois do grande palácio dos Médici; seja como fôr, este palácio parece sugerir uma linguagem arquitectónica ainda em formação, com a ausência de elementos como a panca di via (banco de rua) e a distribuição irregular das janelas no piso térreo.
No primeiro andar, devido às janelas bíforas e aos padrões mais lisos e regulares, a fachada é, pelo contrário, atribuída a Giuliano da Maiano, o qual deve ter ali trabalhado por volta de 1456: a mudança de estilo sob a moldura de marcação dos andares faz, de facto, pensar numa repentina mudança de projecto. A parte superior recorda, também, a geometria usada por Bernardo Rossellino no Palazzo Rucellai, sob projecto de Leon Battista Alberti.
No interior existia um pátio, provavelmente atribuível a Michelozzo, realizado cerca de 1460: este era circundado por um elegante pórtico com colunas, mais tarde destruído para dar lugar a uma sala de cinematógrafo, o actual Cinema Odeon.
Depois de concluído, o palácio era muito grande e ocupava um quarteirão inteiro, com pelo menos 121 divisões, embora possuísse somente dois andares em vez dos canónicos três. Com a extinção do ramo dos Strozzi proprietário da residência, durante o século XVIII, o palácio passou para os Sanminiatelli e para os Landi, para ser depois expropriado e passar de novo a outros proprietários. Neste período foi executado, também, o segundo andar, com o colmeado apenas sugerido para sublinhar a inclinação da fachada em direcção ao alto, como noutros famosos palácios florentinos, sobretudo o vizinho Palazzo Strozzi.
Com os trabalhos empreendidos para a Florença Capital (de 1865), a área foi profundamente remexida. Na década de 1890, o palácio foi parcialmente demolido para permitir a criação da Via dei Sassetti e o alargamento da Via degli Anselmi.

## O Cinema Odeon

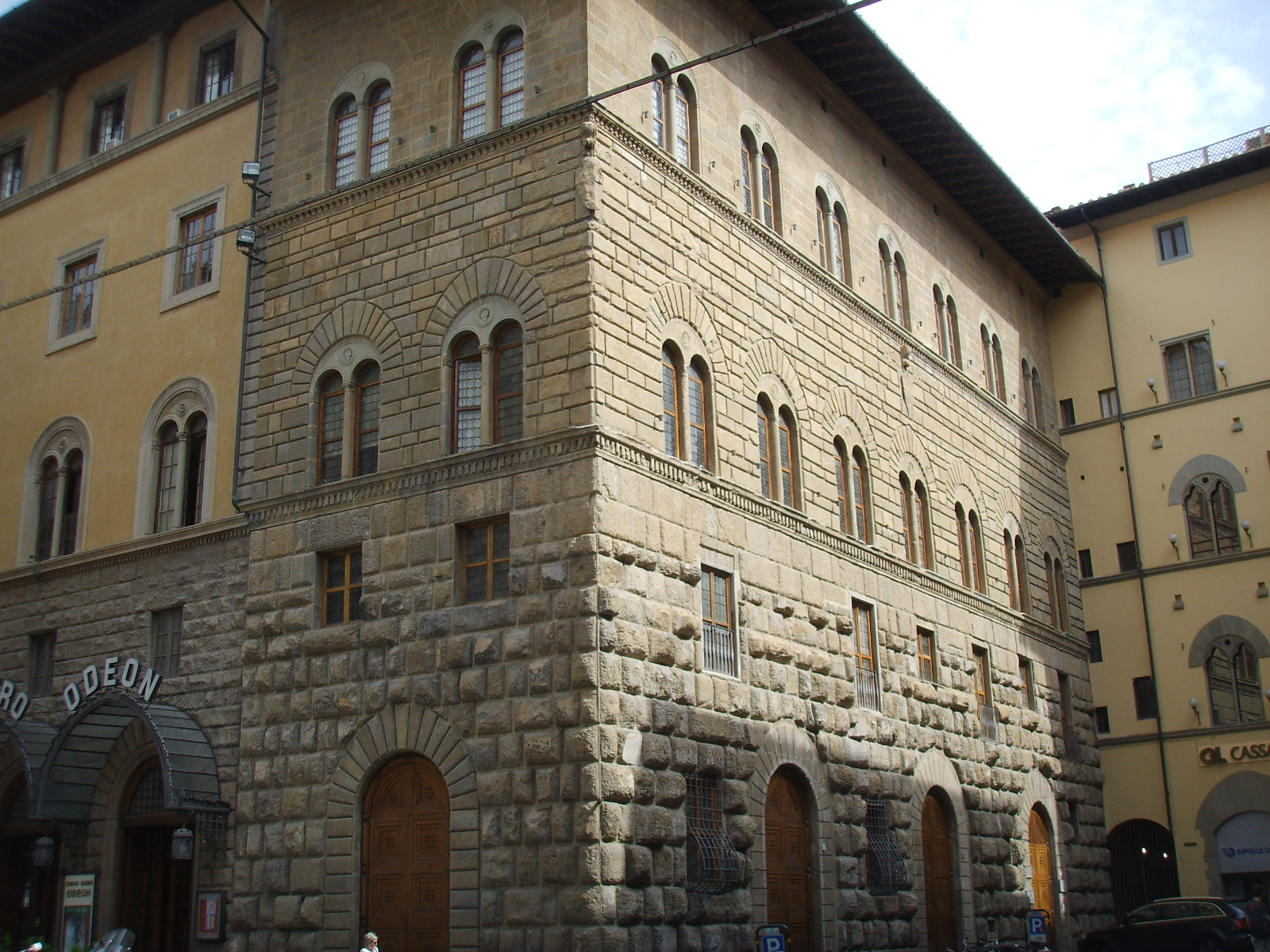
O Palazzo dello Strozzino com uma parte do Cinema Odeon à esquerda

O palácio, agora privado dos muros perimetrais em vários lados, esperava por um arranjo decoroso. Entre 1914 e 1915 foi demolida uma outra parte do complexo, compreendendo o belo pátio quatrocentista, que deu lugar, entre 1920 e 1922 (passada a Primeira Guerra Mundial) ao Cinema Teatro Savoia, depois Cinema Odeon, segundo projecto de Marcello Piacentini em colaboração com Gregori Warchavchik.
O projecto, que além de cine-teatro e local de baile, previa dois andares de apartamentos para gabinetes e usufruia dos muros que circundavam o palácio, renovados e paginados em estilo neo-renascentista. Na ocasião foram redesenhadas duas fachadas e, num espigão, foi colocada a lanterna em forma de templo circular com éfebos nus em bronze, obra do escultor Marescalchi.
O interior do cinematógrafo, que ocupa o piso térreo, o mezzanino e parte do primeiro andar, caracteriza-se por uma ornamentação densa, na qual trabalharam o escultor Giovanni Gronchi, nos caixotões e placas em estuque, o escultor Antonio Maraini, nas três Musas em madeira dourada e polícroma na boca de cena, e outros artistas e grupos especializados para o complexo decorativo.
Elogiado nos artigos da época como um modelo de "admirável harmonia" (mirabile armonia) entre a estrutura arquitectónica geral e funções, e célebre pela modernidade e pelas astúcias técnicas, actualmente o cine-teatro é considerado o único exemplo no panorâma artístico citadino dos anos 20, "capaz de atrair, resumir e esgotar em si as mais autênticas potencialidades déco dos agentes florentinos".
Poucos foram os elementos antigos reutilizados (algumas abóbadas, mísulas e colunas) na entrada e no vestíbulo.
Nas traseiras do edifício, situadas na Piazza Davanzati, foi criada uma fonte decorativa e colocados dois brasões, igualmente decorativos. Na Via dei Sassetti, uma lápide regista: "Costruito nel MCMXXII per conto della S.A. Sindacato Immobiliare Toscano - Restaurato nel MCMXXXVIII".

### Interior do cinema

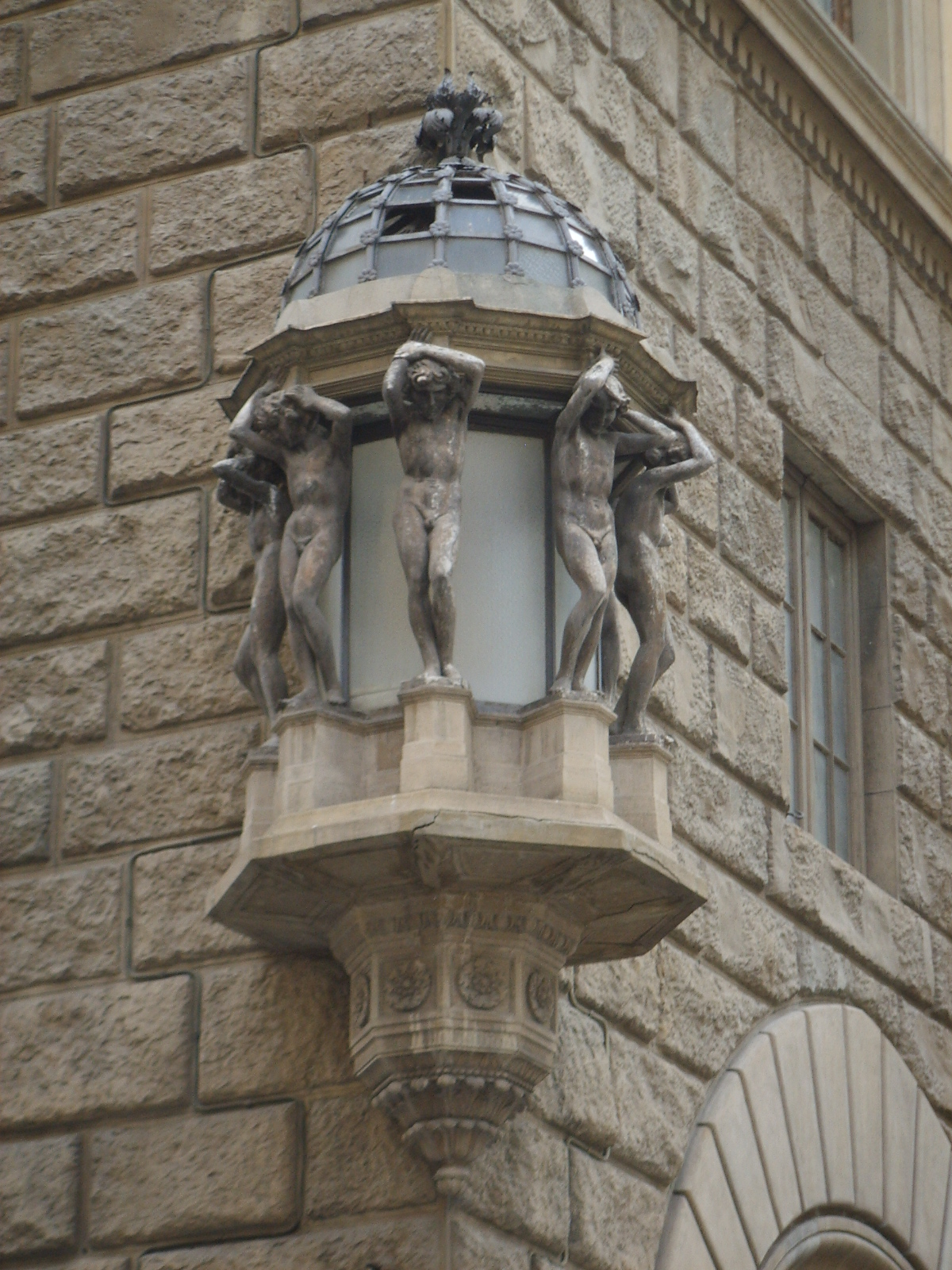
A lanterna do Cinema Odeon

No interior, um átrio-corredor perimetral filtra o acesso à sala de espectáculos. A entrada no cinema é feita pela via degli Anselmi, enquanto o portão central, na Via dei Sassetti dá acesso à escadaria que desce ao subsolo. Da Piazza Strozzi acede-se ao corredor colunado coberto com abóbadas em cúpula, que constitui o sector original do Palazzo dello Strozzino. Da Via degli Anselmi acede-se, por fim, ao átrio rectangular ornado por duas fontes e pelo balcão da bilheteira, ao centro, com coroação em madeira, entalhado por Umberto Bartoli, original da época. Nas duas cabeceiras estão colocados os balcões para o bar e partem as duas escadarias de ligação com a galeria superior.
O grande vão para o espectáculo, com plateia de forma rectangular e galeria em forma de ferradura com camarins laterais na segunda ordem, tenta uma mediação entre os antigos organismos teatrais e os modernos lugares de espectáculo cinematográfico.

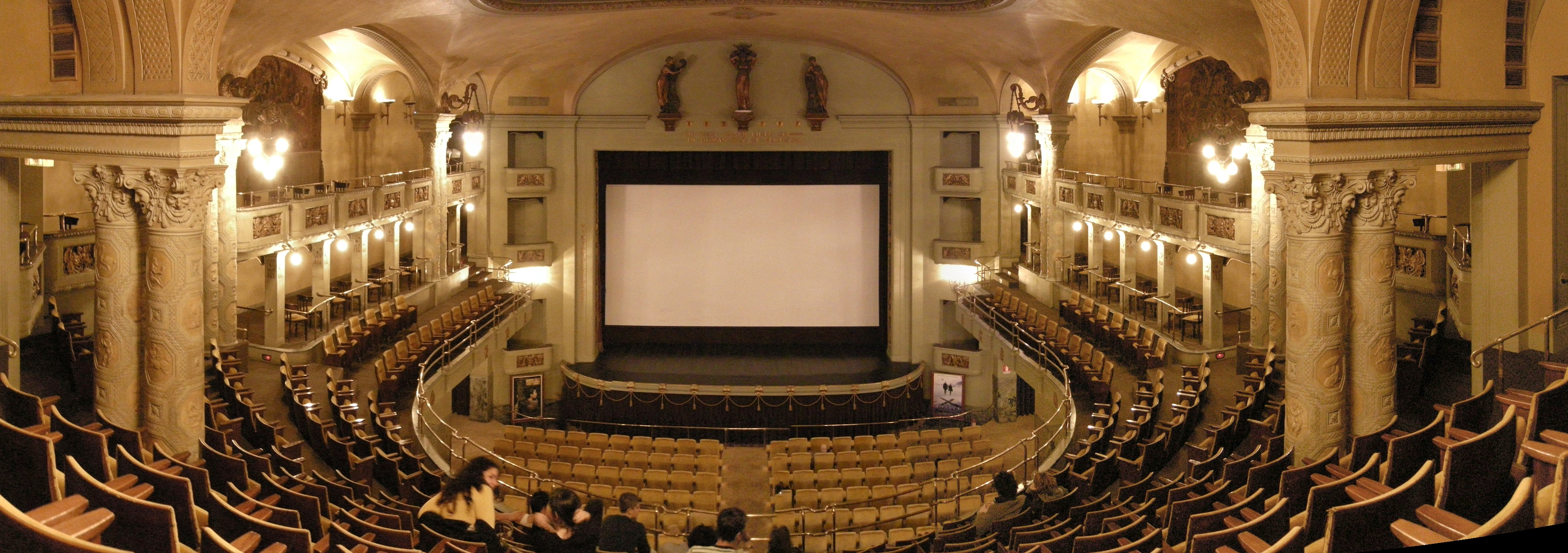
Interior do Cinema Odeon visto dos camarotes

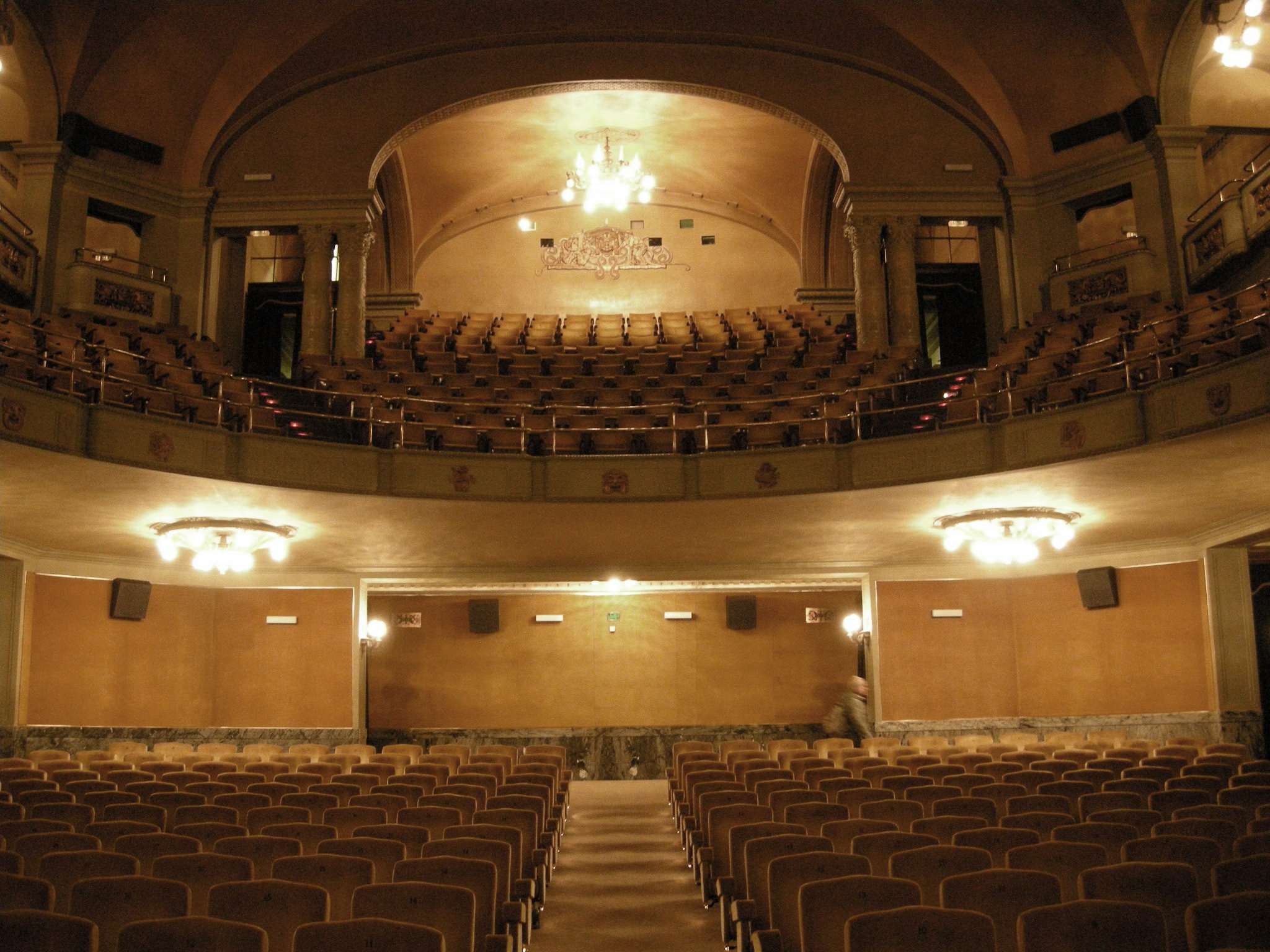
Interior do Cinema Odeon visto do palco

Coberto por uma grande cúpula circular de vidros coloridos, originalmente abertos através dum engenho eléctrico, a sala apresenta um riquíssimo aparato decorativo, que reune os estuques brancos e dourados das colunas estriadas com placas decorativas, as três Musas em madeira dourada coroando a boca de cena, os putti, os festões em espaldeira e as formas centrais da balaustrada das plataformas, as duas tapeçarias suspensas sob os arcos laterais e a grande decoração em estuque dourado na parede do fundo da galeria superior, a preciosa tela em seda encarnada e rosáceas em lâmina de ouro, dando vida a um conjunto precioso e refinado de inspiração déco.
O mobiliário original da sala, em veludo encarnado, foi renovado em 1987 e é, actualmente, em veludo amarelo-ouro; ainda se encontram no local os assentos em madeira originais das duas galerias de segunda ordem.
O vestíbulo do primeiro andar apresenta uma cobertura com caixotões ornados por estuques com signos do Zodíaco e articula-se num espaço central mais amplo e ornado por uma fonte, enquanto um outro rodapé em mármore com veios decora as paredes.
Os andares superiores, destinados a gabinetes, articulam-se em torno do grande espaço da sala cinematográfica, cuja cúpula é protegida por uma clarabóia em vidro.
Além dos locais de espectáculo e gabinetes da Gestione Germani, a construção hospeda a Direzione Compartimentale della Coltivazione dei Tabacchi e o Assessorato allo Sviluppo Economico del Comune di Firenze. No andar subterrâneo encontra-se, ainda, uma discoteca histórica, o Yab.